# Legeriosimilis leptocerci
Legeriosimilis leptocerci är en svampart som beskrevs av M.M. White & Strongman 2008. Legeriosimilis leptocerci ingår i släktet Legeriosimilis och familjen Legeriomycetaceae.   Inga underarter finns listade i Catalogue of Life.